# Érdes hagyma
Az érdes hagyma (Allium oleraceum) az amarilliszfélék családjába tartozó, Európában őshonos növény.

## Megjelenése
Az érdes hagyma 30-60 cm magas, lágyszárú, hagymás, évelő növény. Szára a közepéig leveles. 2-4 levele 0,5-4 mm széles, 15-30 cm hosszú, szálasak, laposak vagy félhengeresek, az erek mentén érdes felületűek, hosszúhüvelyűek. Minden része hagymaszagú. 
Július-augusztusban virágzik. Virágzata ritkás, 2-40 virágból álló egyenetlen ernyő. A virágzati buroklevél hosszan kiáll, jóval hosszabb, mint a virágzat. Az ernyőben lévő hagymák közül hosszú kocsányon lógnak ki fehéreszöld, barnás- vagy rózsásfehér virágok. A lepellevelek hosszúkás lándzsás levelűek, hátukon zöld vagy bíborszínű csík fut végig. A porzók hosszúsága akkora, mint a lepelé. 
Termése tok. Minden virág hat magot képes teremni, de ez függ a megporzás hatékonyságától. 

## Elterjedése
Európában őshonos, az Ibériai-félszigettől Kazahsztánig, Skandináviától Olaszországig. Behurcolták Észak-Amerikába és Ausztráliába is. Magyarországon országszerte megtalálható, de szórványos gyakoriságú.

## Életmódja
Szárazságkedvelő. Száraz sztyepréteken, sziklafüves lejtőkön, cserjésekben, kaszálókon, erdőszéleken, bokros-cserjés területeken él. A meszes vagy legfeljebb gyengén savanyú talajt kedveli. A talajban lévő hagymájának vagy a virágzat sarjhagymáival vagy maggal egyaránt szaporodik. Tetraploid (2n = 32), pentaploid (2n = 40), triploid (2n = 24) és hexaploid (2n = 48) változatai is ismertek. 
Ehető. Fogyasztható magában, vagy használható fűszerként is.

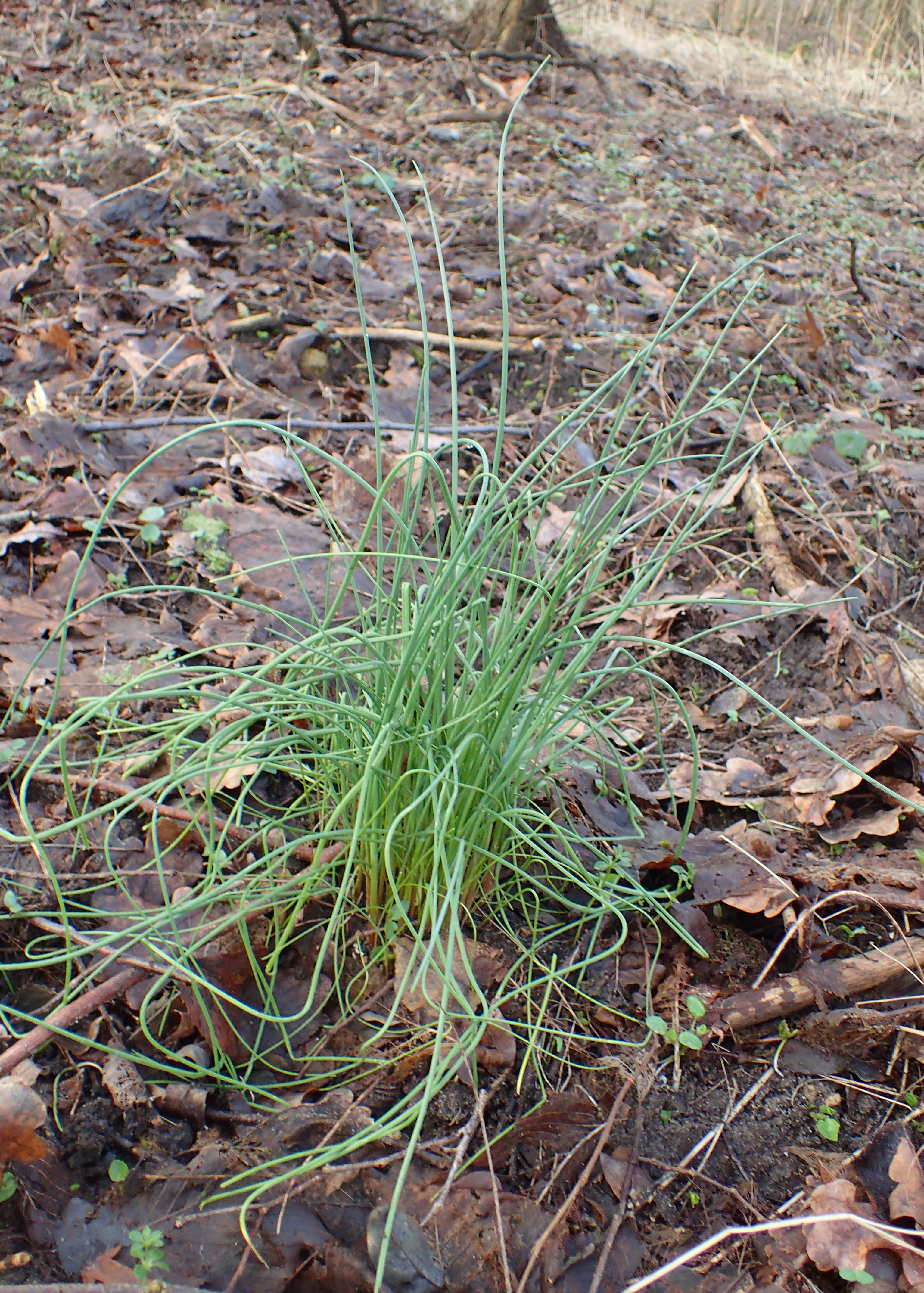
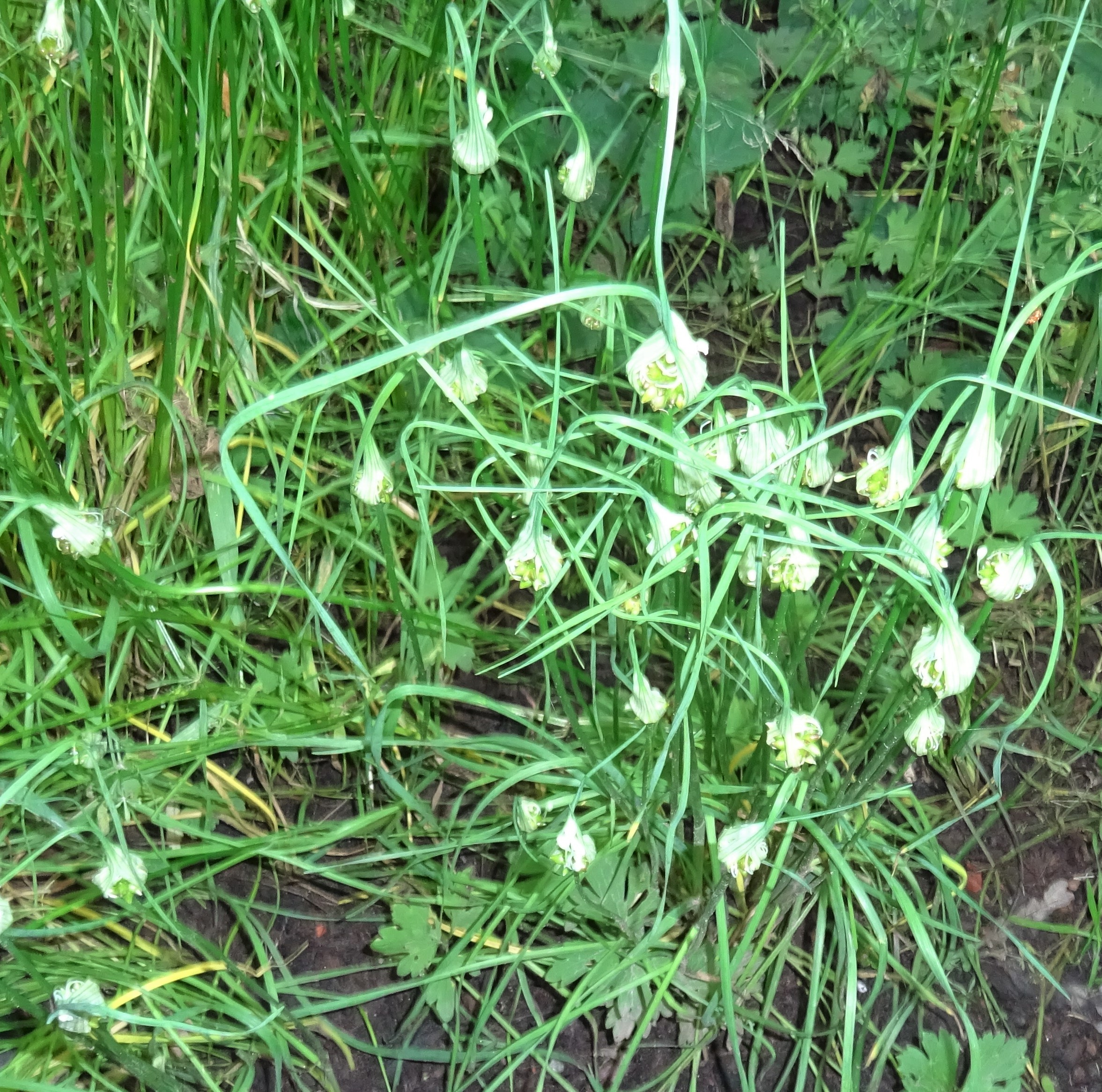
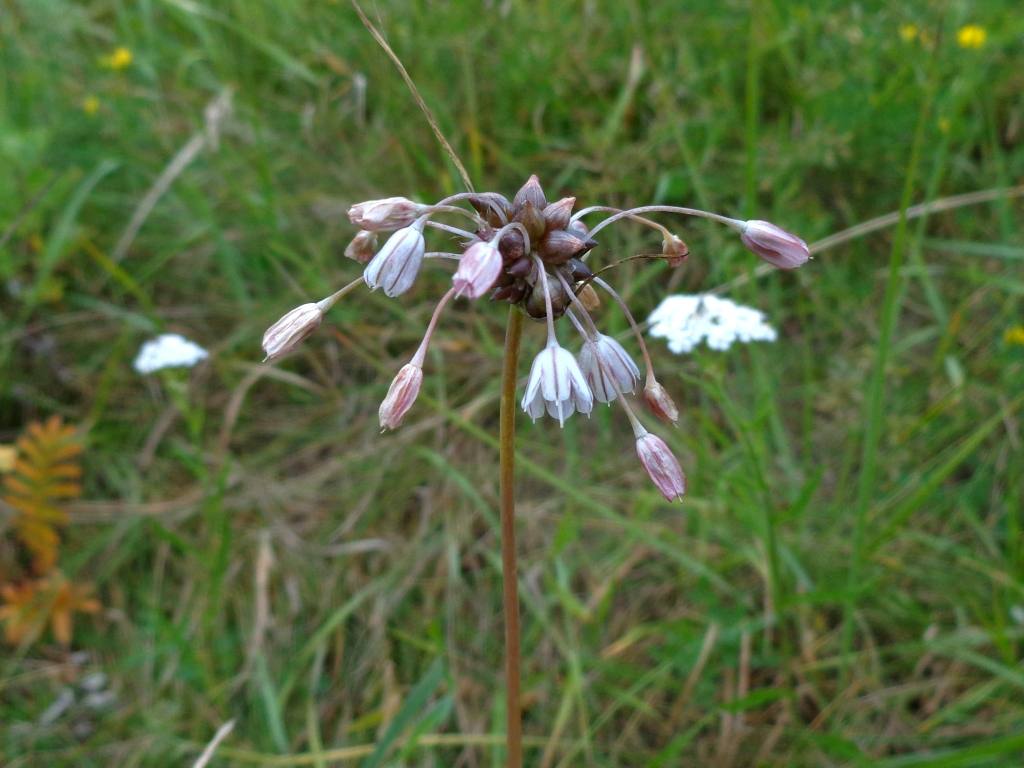
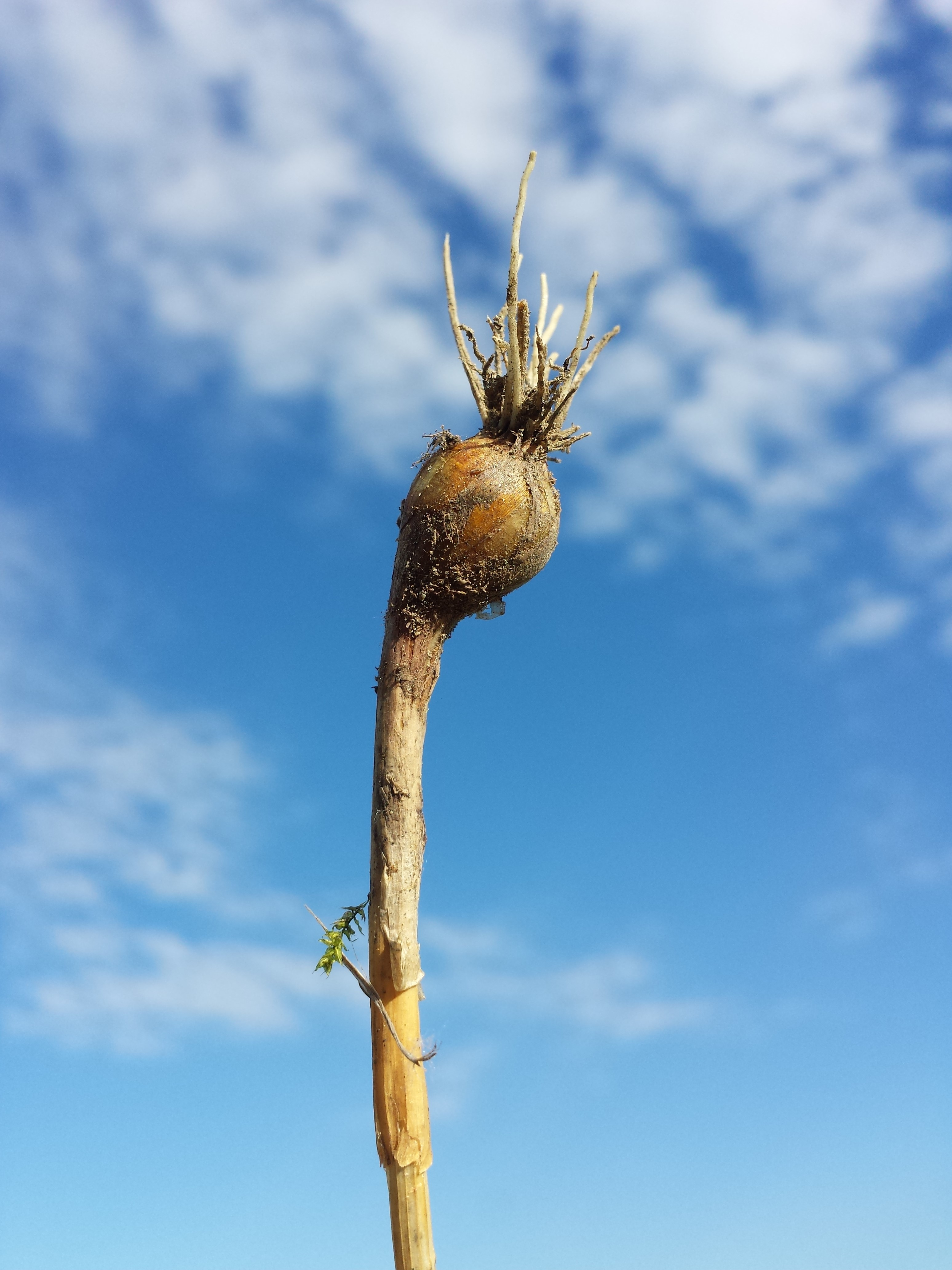
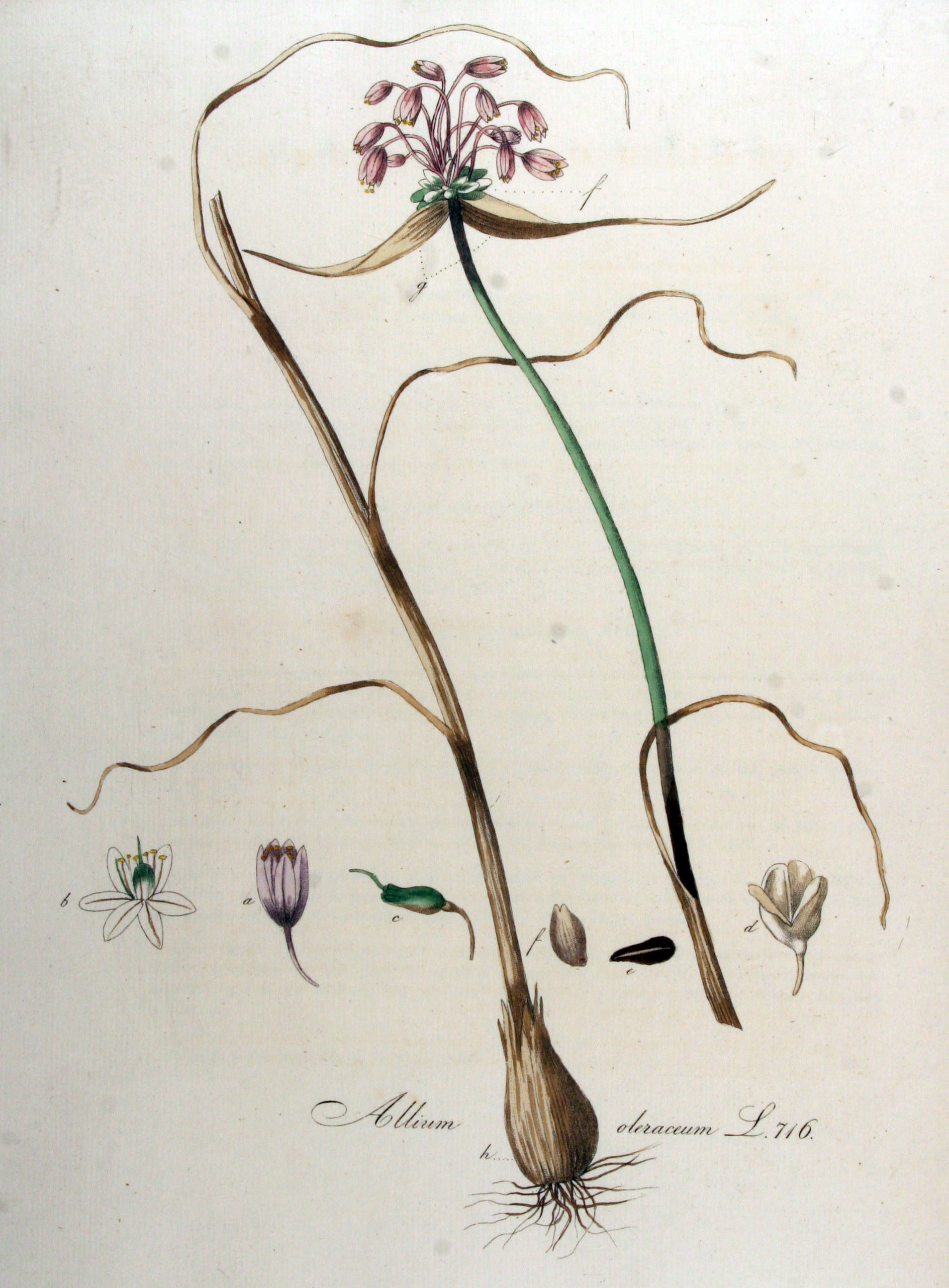

Magyarországon nem védett.